# Дружное (Кировский район)
Дру́жное (до 1948 года Кипча́к; укр. Дружне, крымскотат. Qıpçaq, Къыпчакъ) — исчезнувшее село в Кировском районе Республики Крым, располагавшееся на западе района, в степной части Крыма, примерно в 2 км к северо-западу от современного села Трудолюбовка.

## История
В Камеральном Описании Крыма… 1784 года Кыпчак встречается в списке Вовсе разоренных деревень Карасъбазарскаго каймаканства. В следующий раз — на картах 1836 и 1842 года, где обозначены развалины деревни Кипчак.
Возрождено село, судя по доступным источникам в 1920-е годы, поскольку вновь обозначено на схематической карте Южного Крыма 1924 года. Согласно Списку населённых пунктов Крымской АССР по Всесоюзной переписи 17 декабря 1926 года, в селе Кипчак, Ислям-Терекского сельсовета Феодосийского района, числилось 2 двора, все крестьянские, население составляло 8 человек, все болгары. Постановлением ВЦИК «О реорганизации сети районов Крымской АССР» от 30 октября 1930 года из Феодосийского района был выделен (воссоздан) Старо-Крымский район (по другим сведениям 15 сентября 1931 года) и село включили в его состав, а, с образованием в 1935 году Кировского — в состав нового района.
В 1944 году, после освобождения Крыма от фашистов, согласно Постановлению ГКО № 5984сс от 2 июня 1944 года, 27 июня крымские болгары были депортированы в Среднюю Азию. 12 августа того же года было принято постановление № ГОКО-6372с «О переселении колхозников в районы Крыма» и в сентябре того же года в район приехали первые переселенцы, 428 семей из Тамбовской области, а в начале 1950-х годов последовала вторая волна переселенцев. С 1954 года местами наиболее массового набора населения стали различные области Украины. С 25 июня 1946 года Кипчак в составе Крымской области РСФСР. Указом Президиума Верховного Совета РСФСР от 18 мая 1948 года, Кипчак, Кировского района, переименовали в Дружное. 26 апреля 1954 года Крымская область была передана из состава РСФСР в состав УССР. На 15 июня 1960 года село числилось в составе Кировского поссовета. Ликвидировано к 1968 году (согласно справочнику «Крымская область. Административно-территориальное деление на 1 января 1968 года» — в период с 1954 по 1968 год, как село уже Яркополенского сельсовета).